# Sztanyiszlav Lunyin
Sztanyiszlav Lunyin vagy másik nevén Iszlam Dalajev, kazak betűkkel Станислав Лунин / Ислам Далаев (Öszkemen, 1993. május 2. – 2021. június 2.) válogatott kazak labdarúgó, hátvéd.

## Pályafutása

### Klubcsapatban
2011-ben a Vosztok, 2012 és 2014 között a Sahtyor Karagandi, 2014 és 2018 között a Kajrat, 2019-ben a Jertisz Pavlodar labdarúgója volt. 2019-ben a Sahtyor Karagandi csapatában fejezte be az aktív játékot. A Sahtyorral egy-egy kazak bajnoki címet és kupagyőzelmet ért el. A Kajrattal négyszeres kupagyőztes volt.

### A válogatottban
2009 és 2014 között szerepelt a kazak U17-es, az U19-es és az U21-es korosztályos válogatottakban.
2014-ben két alkalommal szerepelt a kazak válogatottban.
2014. június 7-én Budapesten, a Puskás Ferenc Stadionban csereként mutatkozott be a Magyarország elleni barátságos mérkőzésen, ahol 3–0-s magyar győzelem született. Utolsó mérkőzése a válogatottban 2014. november 16-án volt Isztambulban Törökország ellen. A 2016-os Európa-bajnoki-selejtező-mérkőzés 3–1-es török győzelemmel ért véget.

## Halála
2021. június 2-án mindössze 28 évesen hirtelen szívmegállás következtében hunyt el.

## Sikerei, díjai
Sahtyor Karagandi
- Kazak bajnokság
  - bajnok: 2012
- Kazak kupa
  - győztes: 2013
- Kazak szuperkupa
  - győztes: 2013
  - döntős (2): 2012, 2014

 Kajrat
- Kazak bajnokság
  - 2. (4): 2015, 2016, 2017, 2018
  - 3.: 2014
- Kazak kupa
  - győztes (4): 2014, 2015, 2017, 2018
  - döntős: 2016
- Kazak szuperkupa
  - győztes (2): 2016, 2017
  - döntős (2): 2015, 2018

## Statisztika

### Klubpályafutás
| Csapat            | Idény    | Bajnokság          | Bajnokság | Bajnokság | Kupa  | Kupa | Nemzetközi | Nemzetközi | Egyéb | Egyéb | Összesen | Összesen |
| Csapat            | Idény    | Osztály            | Mérk.     | Gól       | Mérk. | Gól  | Mérk.      | Gól        | Mérk. | Gól   | Mérk.    | Gól      |
| ----------------- | -------- | ------------------ | --------- | --------- | ----- | ---- | ---------- | ---------- | ----- | ----- | -------- | -------- |
| Vosztok           | 2011     | Kazak Premjer-liga | 17        | 3         | –     | –    | –          | –          | –     | –     | 17       | 3        |
| Sahtyor Karagandi | 2012     | Kazak Premjer-liga | 15        | 3         | 4     | 0    | 0          | 0          | 1     | 0     | 20       | 3        |
| Sahtyor Karagandi | 2012     | Kazak Premjer-liga | 13        | 0         | 3     | 0    | 2          | 0          | 1     | 0     | 19       | 0        |
| Sahtyor Karagandi | 2014     | Kazak Premjer-liga | 12        | 0         | 1     | 0    | 0          | 0          | 1     | 0     | 14       | 0        |
| Sahtyor Karagandi | Összesen | Összesen           | 40        | 3         | 8     | 0    | 2          | 0          | 3     | 0     | 53       | 3        |
| Kajrat            | 2014     | Kazak Premjer-liga | 15        | 0         | 3     | 0    | 3          | 0          | –     | –     | 21       | 0        |
| Kajrat            | 2015     | Kazak Premjer-liga | 16        | 0         | 2     | 0    | 6          | 0          | 0     | 0     | 24       | 0        |
| Kajrat            | 2016     | Kazak Premjer-liga | 21        | 0         | 2     | 1    | 4          | 0          | 0     | 0     | 27       | 1        |
| Kajrat            | 2017     | Kazak Premjer-liga | 3         | 0         | 0     | 0    | 0          | 0          | 0     | 0     | 3        | 0        |
| Kajrat            | 2018     | Kazak Premjer-liga | 13        | 2         | 1     | 0    | 3          | 0          | 1     | 0     | 18       | 2        |
| Kajrat            | Összesen | Összesen           | 68        | 2         | 8     | 1    | 16         | 0          | 1     | 0     | 93       | 3        |
| Jertisz Pavlodar  | 2019     | Kazak Premjer-liga | 4         | 0         | 1     | 1    | –          | –          | –     | –     | 5        | 1        |
| Sahtyor Karagandi | 2019     | Kazak Premjer-liga | 4         | 0         | 0     | 0    | –          | –          | –     | –     | 4        | 0        |
| Összesen          | Összesen | Összesen           | 133       | 8         | 17    | 2    | 18         | 0          | 4     | 0     | 172      | 10       |

### Mérkőzései a kazak válogatottban
| Kazahsztán | Kazahsztán         | Kazahsztán                      | Kazahsztán   | Kazahsztán | Kazahsztán | Kazahsztán   | Kazahsztán | Kazahsztán |
| #          | Dátum              | Helyszín                        | Hazai        | Eredmény   | Vendég     | Kiírás       | Gólok      | Esemény    |
| ---------- | ------------------ | ------------------------------- | ------------ | ---------- | ---------- | ------------ | ---------- | ---------- |
| 1.         | 2014. június 7.    | Budapest, Puskás Ferenc Stadion | Magyarország | 3 – 0      | Kazahsztán | barátságos   | -          | 79'        |
| 2.         | 2014. november 16. | Isztambul, Türk Telekom Arena   | Törökország  | 3 – 1      | Kazahsztán | Eb-selejtező | -          | 73'        |
|            | Összesen           |                                 |              | 2          | mérkőzés   |              | 0          | gól        |